# Gadzhi Gadzhiyev
Gadzhi Gadzhiyev (Boejnaksk, 28 oktober 1945) is een Russisch voormalig voetbaltrainer.

## Carrière
In 1973 startte Gadzhiyev zijn trainerscarrière bij zijn Dinamo Machatsjkala. In 1999 werd Gadzhiyev coach van Anzji Machatsjkala. Met deze club werd hij in 1999 kampioen van de Eerste liga en promoveerde de club naar de Premjer-Liga. In 2001 haalde de ploeg de finale van de Russische voetbalbeker. Hij tekende in 2003 bij Krylja Sovetov Samara. In 2004 haalde de ploeg de finale van de Russische voetbalbeker.